# حسينان (قهاب رستاق)
حسينان (بالفارسية: حسینان) هي مستوطنة تقع في إيران في قسم قهاب رستاق الريفي. يقدر عدد سكانها بـ 178 نسمة.